# بالا گویوش‌لو
بالا گویوش‌لو (به لاتین: Bala Göyüşlü) یک منطقه مسکونی در جمهوری آذربایجان است که در شهرستان بردع واقع شده است. باش گویوش‌لو ۳۰۶ نفر جمعیت دارد.